# Sympetrum infuscatum
Sympetrum infuscatum е вид водно конче от семейство Libellulidae. Видът не е застрашен от изчезване.

## Разпространение и местообитание
Разпространен е в Китай (Анхуей, Джъдзян, Дзянси, Съчуан, Фудзиен, Хубей, Хунан, Хънан и Шънси), Русия (Приморски край и Хабаровск), Северна Корея, Южна Корея и Япония (Хокайдо, Хоншу и Шикоку).
Обитава езера, блата, мочурища и тресавища.